# Championnats de Tunisie d'athlétisme 1962
Navigation
1961 1963
Les championnats de Tunisie d'athlétisme 1962 sont une compétition tunisienne d'athlétisme se disputant en 1962. Vingt épreuves sont disputées chez les hommes alors que les épreuves féminines sont é nouveau annulées faute de participantes. Le centre d'éducation physique militaire (CEPM) nouvellement créé domine le championnat avec neuf titres remportés, même si sa révélation d'alors, Mohammed Gammoudi, qui avait battu les records de Tunisie du 1 500 et du 5 000 mètres, n'a participé qu'à une seule épreuve.
On remarque par ailleurs que le footballeur Jamel Eddine Bouabsa qui remporte deux titres et le basketteur Mohamed Senoussi qui remporte le saut en hauteur.

## Palmarès
| Discipline            | Hommes                                | Hommes        |
| --------------------- | ------------------------------------- | ------------- |
| 100 m                 | Jamel Eddine Bouabsa                  | 11 s 4        |
| 200 m                 | Jamel Eddine Bouabsa                  | 23 s 5        |
| 400 m                 | Mohamed Gueniche                      | 52 s 4        |
| 800 m                 | Youssef Mastouri                      | 1 min 57 s 5  |
| 1 500 m               | Mohammed Gammoudi                     | 3 min 56 s 5  |
| 5 000 m               | Ali Khamassi                          | 14 min 45 s 5 |
| 10 000 m              | Rachid Ben Naceur                     | 31 min 59 s 8 |
| 110 m haies           | Mohamed Haddad                        | 16 s 5        |
| 400 m haies           | Brahim Chemam                         | 59 s 1        |
| 3 000 m steeple       | Mhedheb Hannachi                      | 9 min 19 s 6  |
| Relais 4 × 100 mètres | L'Orientale                           | 46 s 8        |
| Relais 4 × 400 mètres | Centre d'éducation physique militaire | 3 min 35 s 6  |
| Saut en longueur      | Brahim Karabi                         | 6,65 m        |
| Triple saut           | Brahim Karabi                         | 13,38 m       |
| Saut en hauteur       | Mohamed Senoussi                      | 1,70 m        |
| Saut à la perche      | Mokhtar Meddeb                        | 3,10 m        |
| Lancer du poids       | Bechir Dhehiba                        | 10,52 m       |
| Lancer du disque      | Othman Nabli                          | 30,31 m       |
| Lancer du marteau     | Chedly Chaâr                          | 33,56 m       |
| Lancer du javelot     | Houcine Miled                         | 39,13 m       |
| Décathlon             |                                       |               |
| Heptathlon            |                                       |               |
| Marathon              |                                       |               |